# Neodelminiella
Neodelminiella is een geslacht van uitgestorven weekdieren uit de klasse van de Gastropoda (slakken).

## Soorten
- Neodelminiella lucinoides Kochansky-Devidé & Pikija, 1976 †
- Neodelminiella venusta Kochansky-Devidé & Pikija, 1976 †